# Leyenda negra de la Inquisición española
La leyenda negra de la Inquisición española es un término utilizado por aquellos autores que consideran la existencia de una imagen fantaseada o exagerada de la Inquisición española como epítome del terror y la barbarie humana. Como tal, forma parte de la leyenda negra española y es una de sus fracciones más recurrentes.
Edward Peters la define como «un cuerpo de leyendas y mitos que, entre los siglos XVI y XX, establece el carácter percibido de los tribunales inquisitoriales y que han influido sobre todo intento posterior de recuperar la realidad histórica».

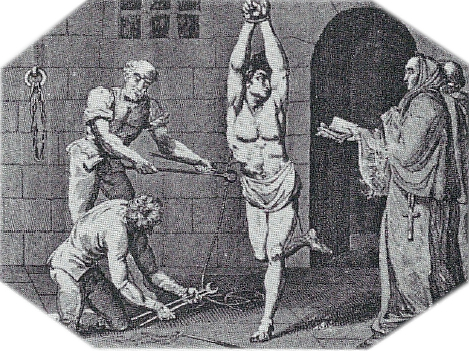
Típica imagen de la Inquisición en la Europa del siglo XVIII.

## Origen
Durante el proceso inicial de creación de la Leyenda Negra en la Europa no ibérica, la persecución medieval de herejes o la de moriscos y judaizantes no levantó críticas importantes. Kamen da dos orígenes a la Leyenda Negra de la Inquisición española. Por una parte, un origen católico en Italia y, por otra, un origen protestante en la Europa central y septentrional.

### Italia
La influencia primero aragonesa y luego española en la península itálica llevó a la opinión pública, incluyendo al papado, a ver a los españoles como una amenaza. Se cultivó una imagen desfavorable de España que naturalmente acabó incluyendo una visión negativa de la Inquisición. Revueltas contra la Inquisición en territorios de la Corona Española en Italia se produjeron en 1511 y 1526 en Sicilia y simples rumores de la introducción causaron revueltas en Nápoles en 1547 y 1564. 
Los embajadores de los gobiernos italianos independientes promovían la imagen de una España pobre y atrasada dominada por una tiránica Inquisición. En 1525, Contarini, embajador de Venecia, comenta que todos tiemblan ante la Inquisición. El embajador Tiépolo escribe en 1563 que todos tienen miedo a su autoridad, que tiene poder absoluto sobre la propiedad, la vida, el honor e incluso las almas de los hombres. Además insiste en que el rey la favorece para controlar mejor a la población. El embajador Soranzo afirma en 1565 que la autoridad de la Inquisición trascendía la del rey. Guiciardini, embajador de Florencia en la corte de Carlos I, dice de los españoles en apariencia religiosos, pero no en la realidad, casi las mismas palabras de Tiépolo en 1563.
Los italianos veían en general a la Inquisición como un mal necesario para los españoles, cuya religiosidad era dudosa, por no decir falsa, tras siglos de mezcla con judíos y moros. De hecho, a partir de 1492 marrano pasó a ser sinónimo de español y al papa Alejandro VI se le llamaba marrano circuncidado. La Inquisición, se decía, aunque bien necesaria para los españoles, no era más que una treta para robar el dinero de los judíos y no tenía nada que buscar en territorio italiano, donde no era necesaria. Cuando la Inquisición comenzó a perseguir a luteranos, la explicación fue que los españoles eran por naturaleza más dados a la herejía.

### El protestantismo
En el norte de Europa fue el enfrentamiento religioso y la amenaza del poder imperial español los que dieron nacimiento a la Leyenda Negra, ya que el pequeño número de protestantes que fueron ejecutados por la Inquisición no hubiera justificado una campaña de ese tipo. Los protestantes, que habían empleado la imprenta con éxito para difundir sus ideas, intentaron ganar con propaganda la guerra que no podían ganar por las armas.
Por una parte, los teólogos católicos tachaban de advenedizos a los protestantes, que, al contrario que la Iglesia católica, no podían demostrar su continuidad desde tiempos de Cristo. Por otra, los teólogos protestantes razonaban que esto no era cierto, que la suya era la Iglesia auténtica que había sido oprimida y perseguida por la Iglesia Católica a lo largo de la historia. Este razonamiento, que sólo fue esbozado por Lutero y Calvino, fue completado por la historiografía protestante posterior, identificándose con Wyclif o los lollards de Inglaterra, los husitas de Hungría y los valdenses de Francia. Esto, a pesar de que los herejes en el siglo XVI no sólo eran perseguidos en países católicos, sino también en los países protestantes. A finales del siglo XVI las confesiones protestantes se habían identificado con las herejías de épocas anteriores y se autodefinían como mártires. 
Cuando comenzaron las persecuciones de protestantes en España, la hostilidad que había hacia el papismo se extendió inmediatamente al rey de España, del que dependía la Inquisición, y a los dominicos, que la dominaban. Al fin y al cabo, la mayor derrota que habían sufrido los protestantes había sido a manos de Carlos I de España en la batalla de Mühlberg en 1547. Una imagen de España, en parte promovida por la Corona española, como adalid del catolicismo se extendió por toda Europa.

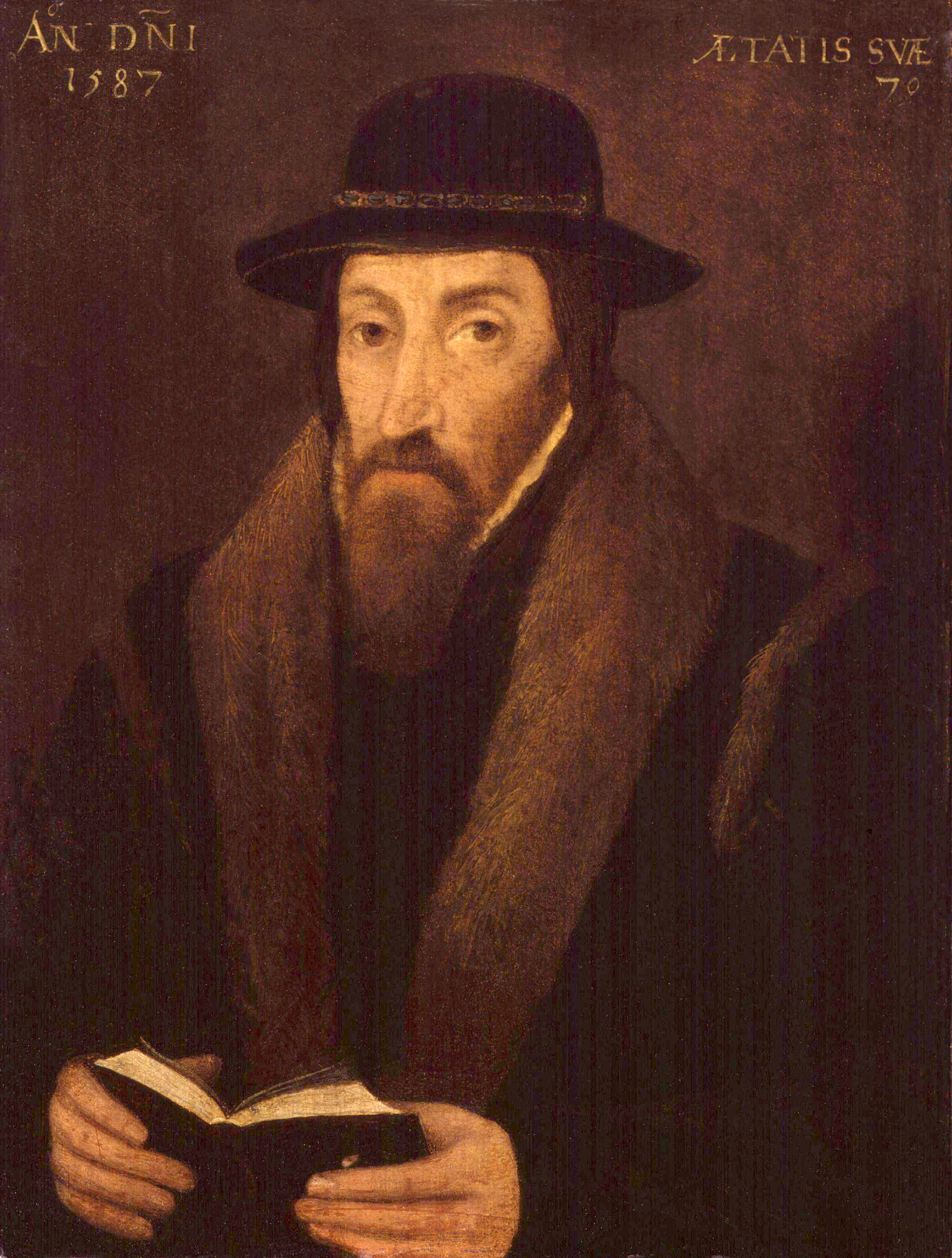
John Foxe (1516 – 1587) en un grabado de George Glover.

Esta identificación de los protestantes con las herejías desde la época de la conversión del Imperio romano hasta el siglo XV llevó a la creación de martirologios en Alemania e Inglaterra, colecciones de vidas de mártires descritas con mucho morbo, a menudo profusamente ilustradas, que circularon entre las clases más populares y que insuflaban la indignación contra la Iglesia Católica. Uno de los más famosos y el que más influencia tendría fue el Book of Martyrs (El libro de los mártires, 1554) de John Foxe (1516 – 1587). Foxe dedica un capítulo entero a la Inquisición española, el The execrable Inquisition of Spayne.
En el texto se encuentran muchos de los elementos que se repetirán más adelante: cualquiera puede ser juzgado por cualquier nimiedad, la Inquisición no puede equivocarse, los acusados lo son a menudo por dinero, envidia o para ocultar acciones de la Inquisición, si no encuentran pruebas se inventan, los prisioneros son aislados sin ningún contacto exterior en calabozos oscuros donde sufren horribles torturas, etc. Foxe ya advertía que la funesta institución podría introducirse en cualquier país que aceptara el catolicismo.
Otro libro que tuvo mucha influencia fue el Sanctae Inquisitionis Hispanicae Artes (Exposición de algunas mañas de la Santa Inquisición Española) publicado en Heidelberg en 1567 bajo el seudónimo de Reginaldus Gonzalvus Montanus. Parece que Gonzalvus era un seudónimo de Antonio del Corro, un teólogo protestante español exiliado en los Países Bajos. Del Corro añadió credibilidad a su relato por el conocimiento que tenía del tribunal. El libro fue un éxito inmediato, entre 1568 y 1570 hubo dos ediciones en inglés, una en francés, tres en holandés, cuatro en alemán y una en húngaro, y continuó publicándose y citándose hasta el siglo XIX. El relato, en general correcto, toma la forma de un prisionero que pasa por todas las etapas del proceso y, sobre todo, el interrogatorio, permitiendo al lector identificarse con la víctima. Esta corrección de la descripción oculta que del Corro presenta algunas de las prácticas más extremas de la Inquisición como la regla, a todo acusado como inocente, a todo oficial de la Inquisición como taimado y vano y cada paso en el proceso como una violación de la ley natural. Del Corro, que alababa el propósito inicial de la Inquisición, es decir, perseguir a los falsos conversos, no había previsto el uso de su libro en la Leyenda Negra, de forma similar a lo que ocurrió con Bartolomé de las Casas. Estaba convencido de que la Inquisición había sido convertida por los monjes dominicos en algo execrable del que Felipe II no conocía su funcionamiento real y de que el pueblo español se oponía a la funesta institución.

## La política europea delsigloXVI
A partir de los años 1559 a 1562 aparecieron unos libros que presentaban a la Inquisición como una amenaza a las libertades europeas. Estos escritos razonaban que los países que aceptaran la religión católica no sólo perderían sus libertades religiosas, sino las civiles también a través de la Inquisición. Para ilustrar sus puntos describían autos de fe y torturas y empleaban abundantemente relatos de huidos de la Inquisición dispuestos a contar su historia. La Reforma era vista como una liberación del alma humana de la oscuridad y la superstición.
Francia, Gran Bretaña y los Países Bajos poseían las prensas más activas del continente y las emplearon eficazmente para defenderse cuando se consideraron amenazados. Los documentos generados entre los años 1548 y 1581 se convertirían en referencia y base para estudios de historiadores posteriores. 

### Los Países Bajos
En los Países Bajos, ya desde el reinado de Carlos I y a pesar de que el mismo Felipe II había asegurado que la Inquisición Española no era exportable, muchos holandeses temían que el rey intentase introducirla para reducir sus libertades. Felipe II reconocía que los Países Bajos ya tenían una inquisición propia más despiadada que la de aquí[cita requerida]: los tribunales de Amberes ejecutaron entre 1557 y 1562 a 103 herejes, más de los que murieron en toda España en ese período. Varios cambios en la organización de la Inquisición neerlandesa incrementaron los miedos, tanto a la Inquisición Española como a la forma local, y fue acrecentando la oposición durante el siglo XVI, hasta el punto que se temía la anarquía si no se legalizaba el calvinismo.

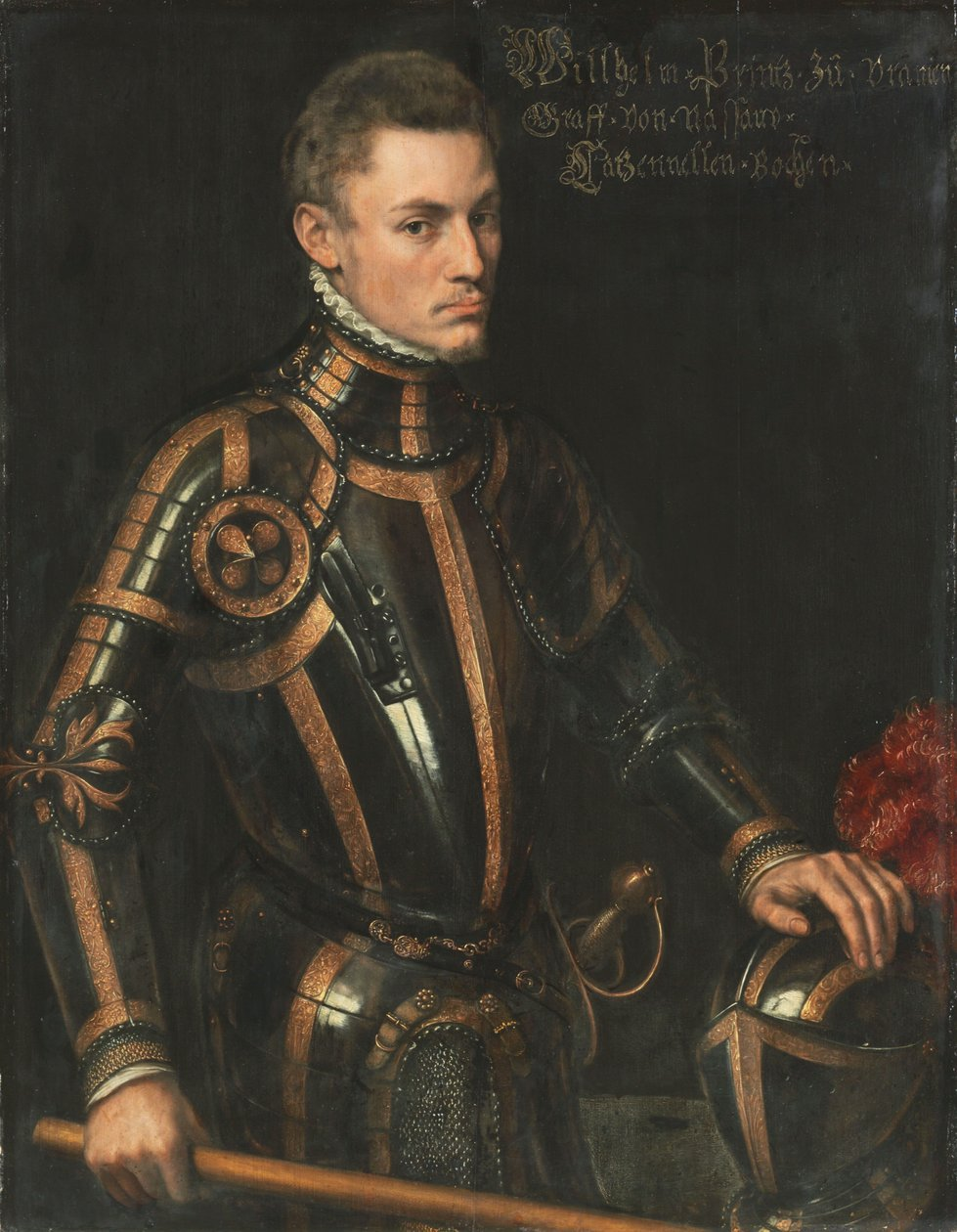
Guillermo de Orange (1533–1584) pintado por C. Garschagen.

Este temor fue manipulado por protestantes y aquellos que promovían la independencia de los Países Bajos en panfletos como De la no cristiana, tiránica Inquisición que persigue la fe, escrito desde los Países Bajos (1548) o La forma de la Inquisición Española introducida en la Baja Alemania en el año 1550. En 1570, los refugiados religiosos presentaron en la Dieta Imperial el documento Una defensa y declaración verdadera de las cosas que han ocurrido recientemente en los Países Bajos en el que no sólo describían los crímenes realizados contra los protestantes, sino que también acusaban a la Inquisición Española de incitar las revueltas en los Países Bajos para forzar a Felipe II a ejercer mano dura, además de acusarla de la muerte del príncipe Don Carlos.
Uno de los documentos más famosos y que más influencia tuvieron fue la Apología del príncipe d'Orange de 1581, la respuesta de Guillermo de Orange a la expulsión que Felipe II había ordenado en su contra, aunque parece que el texto no lo redactó él mismo, sino su capellán Pierre L’Oyseleur, señor de Villiers. El texto se tradujo inmediatamente a otras lenguas y circuló por los países fronterizos con Holanda; en español solo existe una traducción de la época, de 1581. El documento se puede considerar como el comienzo de la Leyenda negra de Felipe II, aunque también trata de la Inquisición y la libertad religiosa. La Apología es un resumen de toda la propaganda antiinquisitorial y antiespañola que había circulado en los 40 años anteriores, reunida para justificar la independencia de los Países Bajos. Afirma que la quema de herejes es un pasatiempo natural de los sanguinarios españoles, que divertía especialmente al Duque de Alba. Además añade que la mayoría de los españoles, y en especial la nobleza, tienen sangre judía o mora.

### Gran Bretaña
La rivalidad política entre España e Inglaterra, con el intento de invasión por Felipe II como fondo, estimularon la propaganda antiespañola de guerra. 
En Inglaterra, los monarcas católicos habían creado tribunales religiosos para luchar contra la herejía, los últimos creados por María Tudor. Los reyes anglicanos, sobre todo Isabel I de Inglaterra, prefirieron crear tribunales civiles para reprimir a los disidentes religiosos, ante todo a los católicos, distanciándose de las prácticas anteriores. Se identificó a los herejes católicos con traidores, empleando un sistema que no se distinguía mucho del de la Inquisición. Se llegó al extremo de secuestrar en los Países Bajos a un jurista católico inglés, John Story, y llevarlo a Inglaterra para ser torturado, acusado de traición y conspiración y ser ejecutado. El sistema por el que el gobierno insistía en juzgar a rebeldes, no a herejes, se mantuvo hasta el reinado de Jacobo I y permitía mantener a la Inquisición como una institución claramente católica, identificada con España y Roma.
Así, los fanáticos religiosos obtuvieron el apoyo de otros más moderados y sobre todo del gobierno, que financiaba panfletos y publicaba edictos. Durante la época se publicaron y tradujeron numerosísimos panfletos, de entre los que destaca A Fig for the Spaniard. También contribuyó  Antonio Pérez, que, residente en Inglaterra en la época, publicó en 1598 A treatise Paraenetical. En el texto Pérez repite la imagen de Felipe II y de la Inquisición que ya había dado a conocer Guillermo de Orange, confiriendo un cariz trágico al personaje de Don Carlos y de fanatismo religioso a Felipe II y a la Inquisición, que perdurará hasta la época moderna.

### La leyenda negra
Parafraseando a Peters, todos estos factores se juntaron a finales del siglo XVI para crear en Europa una imagen de España que ennegrecía el carácter de los españoles y sus dirigentes, hasta el punto de que España se convirtió en el símbolo de todas las fuerzas de represión, brutalidad, intolerancia religiosa y política y atraso intelectual y artístico durante los siguientes siglos. A este proceso es al que se llama leyenda negra española en la historiografía española.

## ElsigloXVII
Ya desde el siglo XVI algunos pensadores católicos y protestantes habían comenzado a discutir sobre la libertad de conciencia, pero el movimiento fue marginal hasta principios del siglo XVII. Se afirmaba que los Estados que realizaban persecuciones religiosas no sólo eran poco cristianos, sino que además eran ilógicos, puesto que actuaban basándose en una conjetura y no a una certeza. Estos pensadores atacaban a cualquier tipo de persecución religiosa, pero la Inquisición se les ofrecía como un blanco perfecto de sus críticas. Tales puntos de vista serán defendidos sobre todo por pensadores de corrientes religiosas minoritarias, disidentes, como remonstrantes, anabaptistas, cuáqueros, unitarios, menonitas, etc. Así, por ejemplo, Philipp van Limborch, el primer gran historiador de la Inquisición era remonstrante, y Gilbert Brunet, historiador inglés de la Reforma, latitudinario.
Hacia finales del siglo XVI, las guerras de religión habían dejado claro que los intentos de conseguir Estados religiosamente uniformes estaban abocados al fracaso. Los intelectuales empezaron en los Países Bajos y en Francia a afirmar que un Estado debía ocuparse del bienestar de sus ciudadanos aun a costa de permitir que la herejía se extendiera; tolerancia a cambio de paz social. Estas ideas se habían extendido hacia finales del siglo XVII por la Europa Central y ya comenzaba a pensarse que la diversidad era más natural que la uniformidad, y que, de hecho, la uniformidad perjudicaba la riqueza de un pueblo. España, que había entrado en decadencia económica a mitad del siglo XVII, era la demostración: la expulsión de los judíos y otros ciudadanos industriosos, ricos y leales sería la causa última. Además, en el caso español, las confiscaciones y multas de la Inquisición agravarían el problema, ya que dirigían el dinero hacia áreas no productivas de la Iglesia.
La Inquisición se convirtió así en un enemigo del Estado y como tal se reflejó en los tratados económicos y políticos de la época. En 1673, Francis Willoughby en su A Relation of a Voyage Made through a Great Part of Spain (Un relato de un viaje por gran parte de España) concluye lo siguiente: 

España es en muchos lugares, por no decir la mayoría, escasa en gente, y casi desolada. Las causas son:
1. Una mala religión
2. La tiránica Inquisición
3. La multitud de putas
4. La esterilidad del suelo
5. La infeliz desidia de la gente, muy similar a la de galeses e irlandeses, andando despacio y siempre bajo el peso de gran congoja y larga espada
6. La expulsión de judíos y moros...
7. Guerras y latifundios

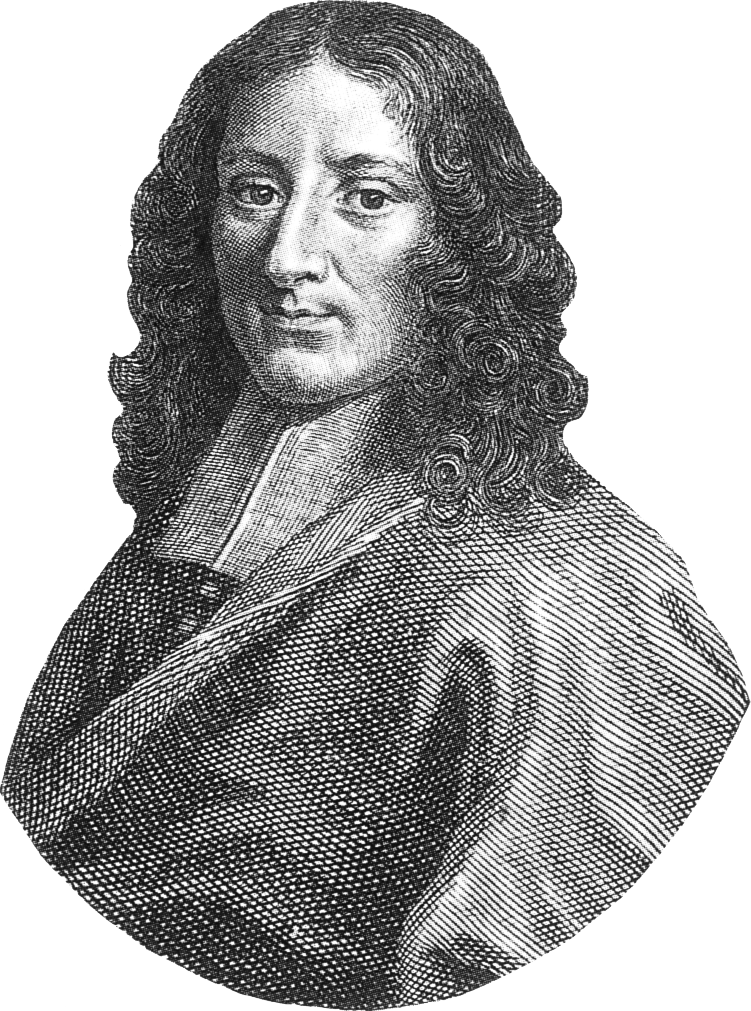
Pierre Bayle (1647-1706) en un grabado de Pierre Savart.

Entre las sociedades europeas liberales se empezó no sólo a despreciar a aquellas otras que mantenían la uniformidad, sino que fueron objeto de análisis social. La existencia de la Inquisición en Portugal, España y Roma solo podía explicarse por el empleo de la fuerza o porque el espíritu de la gente estaba debilitado, pero nunca por voluntad propia. Esta debilidad, combinada con la fuerza de la Inquisición, desembocaría en estos países en una falta de imaginación, aprendizaje, ciencia, literatura y artes. España, a pesar del Siglo de Oro y de que la Inquisición en general se enfocaba exclusivamente a asuntos doctrinales, es representada a partir del siglo XVII como un país sin literatura, arte o ciencias.
Así, a partir del siglo XVII, se incluye el carácter español dentro del análisis de la Inquisición. Este supuesto carácter español se verá publicitado en el género literario más popular de la época: los relatos de viajes. Uno de los primeros y el más influyente fue el relato de la Condesa d'Aulnoy de 1691, en el que se ennegrece de forma consistente todos los logros españoles en las artes y las ciencias. A partir del siglo XVIII hay que añadir a la lista a Juan Álvarez de Colmenar (1701), Jean de Vayarac (1718), Pierre-Louis-Auguste de Crusy, marquis de Marcillac, Edward Clarke, Henry Swinburne, Tobias George Smollett, Richard Twiss e innumerables otros que extienden la Leyenda Negra. Se ha señalado que los escritores de la Ilustración obtuvieron su conocimiento sobre España de estos relatos.
Uno de los críticos más importantes de las persecuciones religiosas y de la Inquisición fue Pierre Bayle (1647-1706). Bayle basa muchas de sus ideas de los pensadores disidentes de principios de siglo y fundamenta su filosofía en el escepticismo y en la convicción de que la conciencia individual en asuntos religiosos no debe ser nunca forzada. Basa su conocimiento de España y los españoles en parte en los relatos de la Condesa d'Aulnoy y fue él quien reunió los diversos argumentos de la Leyenda en un todo, en un envoltorio literario salpicado de ironía, lógica, evidencias cartesianas y un cierto gusto por lo escandaloso, que lo convertía en una lectura popular.

## La Ilustración
Montesquieu ve en España el perfecto ejemplo de la mala administración de un Estado bajo influencia del clero. De nuevo, la Inquisición será la culpable de la ruina económica de los Estados, la gran enemiga de la libertad política y de la productividad social, y no sólo en España y Portugal, sino en toda Europa, señalando el peligro de que otros Estados pudieran verse contagiados. Describe al inquisidor como un ser separado de la sociedad, desgraciado de condición, privado de todo tipo de relaciones, de forma que será duro, despiadado e inexorable.... En su libro El espíritu de las leyes dedica el capítulo XXV.13 a la Inquisición. El capítulo está escrito en forma de llamada de atención de una joven judía que fue quemada por la Inquisición en Lisboa. Montesquieu es por tanto uno de los primeros en señalar a los judíos como víctimas, aunque no defienda los argumentos teológicos de su protagonista en lidia con los Inquisidores, sino que los rechaza en notas de pie de página. Sin embargo, el mensaje está claro: la Inquisición es anacrónica, irracional e irreligiosa.

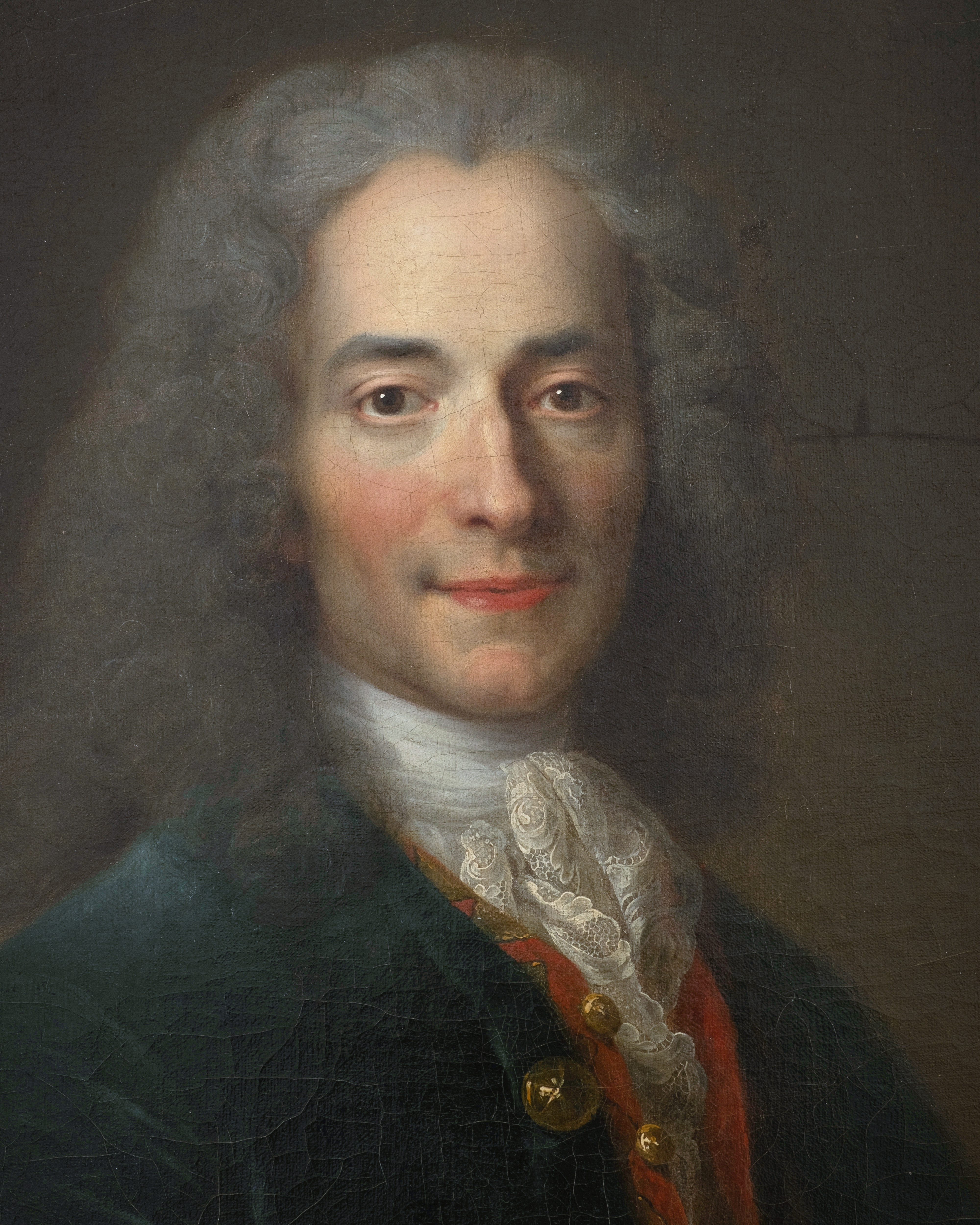
Voltaire (1694 – 1778) pintado por Nicolas de Largillière.

Ningún autor del siglo XVIII contribuyó tanto a desacreditar la persecución religiosa como Voltaire. Voltaire unió los argumentos religiosos y filosóficos de Bayle y los económicos y políticos de Montesquieu para crear definitivamente el mito moderno de La Inquisición, metonimia de todas las peores formas de persecución religiosa. Voltaire no tuvo un conocimiento profundo de la Inquisición hasta ya entrado en años, pero la usó a menudo para afilar su sátira y ridiculizar a sus oponentes, como lo muestra su Don Jerónimo Bueno Caracúcarador, inquisidor que aparece en Histoire de Jenni (1775). Incluso en Candide (1759), una de sus obras más conocidas, no demuestra un conocimiento del funcionamiento de la Inquisición más allá de la que proporcionan libros de viajes y de historia general. Candide incluye su famosa descripción de un auto de fe en Lisboa, una joya de la sátira, con la que introduce la Inquisición en la comedia. Los ataques de Voltaire a la Inquisición se hicieron más serios y agudos a partir de 1761. Demuestra una mejor comprensión y conocimiento de los mecanismos internos del tribunal, probablemente gracias al trabajo del abate Morellet, que empleó extensamente, y al conocimiento directo de algunos casos, como el de Gabriel Malagrida, cuya muerte en Lisboa levantó una ola de indignación en Europa. 
También en el siglo XVIII, el abate Morellet publicó sus Petite écrit sur une matière intéresante y Manuel des Inquisiteurs (1762). Ambas obras extraían y resumían la parte más oscura de la Inquisición y se fijaban en el uso del engaño para obtener condenas, dando a conocer procedimientos que incluso los más acérrimos enemigos de la Inquisición ignoraban.
El abate Guillaume-Thomas Raynal consiguió una fama equivalente a la de Montesquieu, Voltaire o Rousseau con su libro Histoire philosophique et politique des établissements et du commerce des européens dans les deux Indes, hasta el punto de que en 1789 se le consideraba uno de los padres de la Revolución francesa. Esta Historia de las Indias consiguió fama gracias a la censura, y varias ediciones fueron publicadas en Ámsterdam, Ginebra, Nantes y La Haya entre 1770 y 1774. Como no podía ser menos, el libro también trata sobre la Inquisición. En este caso Raynal no le reprocha las muertes ni la tortura, sino que admite que gracias a ella España no sufrió guerras de religión. Sin embargo, la culpa de matar la vida intelectual española: elle [l'Espagne] resta stupide dans une profonde ignorance. Opina que para devolver a España al concierto de las naciones es necesario eliminar la Inquisición, para que sea posible traer a extranjeros de todas las creencias, que son los únicos que pueden conseguir buenas manufacturas en un tiempo razonable; los obreros indígenas tardarían siglos en conseguir lo mismo.
Una de las obras más importantes del siglo, L'Encyclopédie, también dedica una de sus entradas a la Inquisición. El artículo fue escrito por Louis de Jaucourt, hombre de ciencias que había estudiado en Cambridge y que había escrito asimismo la mayoría de los artículos sobre España. El caballero Jaucourt no era muy afecto a España y en muchos de los artículos que escribe aprovecha para lanzar invectivas. Lo hace en los artículos España, Iberia, Países Bajos, lana, monasterio, título (se refiere a los nobiliarios), etc.; quema de la que sólo se salva el artículo sobre el vino, en el que alaba los vinos españoles, aunque al final avisa de que su abuso puede causar enfermedades incurables. 
El artículo sobre la Inquisición está claramente tomado de los textos de Voltaire. Por ejemplo, la descripción del auto de fe se basa en la dada por Voltaire en su Cándido. El texto en sí es un ataque feroz contra España:

Hacía falta que el genio español aún tuviera algo más implacable que las demás naciones... se ve sobre todo por el exceso de atrocidades que usaron en el ejercicio de una institución en la que los italianos, sus inventores, pusieron mucha dulzura. Los papas habían erigido estos tribunales por política, y los inquisidores españoles añadieron la barbarie más atroz.
Louis de Jaucourt, L'Encyclopédie

 Repite lo ya dicho por Voltaire: «la Inquisición sería la causa de la ignorancia de la filosofía en la que vivía España, gracias a la que Europa e incluso Italia habían descubierto tantas verdades.»
Tras la publicación de  L'Encyclopédie se acometió un proyecto más ambicioso, el de la Encyclopédie méthodique, una enciclopedia en 206 volúmenes. El artículo sobre España fue escrito por Masson de Morvilliers y naturalmente también menciona a la Inquisición. Avanza la teoría de que la monarquía española no es más que el juguete de la Iglesia y concretamente de la Inquisición. Es decir, la Inquisición sería el auténtico gobierno de España. Explica en parte la crueldad de la Inquisición española por la rivalidad entre franciscanos y dominicos: en Venecia y Toscana la Inquisición estaba en manos de franciscanos y en España de los dominicos, que para distinguirse en ese odioso cometido, se dejaron llevar a excesos inauditos. Escribe, también, una leyenda sobre Felipe III que al ver morir a dos reos comenta: ¡He aquí a dos hombres desgraciados que mueren por una cosa en la que creen! La Inquisición, que fue informada, exigió del rey una sangría, cuya sangre fue luego quemada.

## DelsigloXIXalXX
El historiador Ronald Hilton le ha dado mucha importancia a este tipo de imagen de España del siglo XVIII. Habría proporcionado el entramado ideológico a Napoleón para su invasión en 1807: la iluminada Francia lleva su luz a la atrasada y oscura España. De hecho, una de las reformas que Napoleón introdujo en España fue la eliminación de la Inquisición.
Así, el reverendo Ingram Cobbin, en una reedición del siglo XIX del The Book of Martyrs de Foxe, podía contar a sus lectores los relatos más fantásticos sobre lo que encontraron en las celdas del tribunal de la Inquisición las tropas francesas que ocuparon Madrid:

...encontraron instrumentos de tortura de todo tipo... la tercera [máquina encontrada] era infernal, colocada horizontalmente, en la que la víctima era atada: la máquina colocada entre dos conjuntos de cuchillos colocados de manera que girando la máquina con un manubrio la carne de las víctimas era arrancada toda de sus extremidades en pequeños trozos. La cuarta [máquina] sobrepasa a todas las demás en ingenio malvado. Su exterior era una gran muñeca, ricamente vestida y con la apariencia de una hermosa mujer con sus brazos extendidos preparados para abrazar a su víctima. Un semicírculo estaba dibujado en el suelo a su alrededor y la persona que traspasara esta marca fatal tocaba un muelle que provocaba la apertura de la máquina demoníaca, sus brazos inmediatamente lo abrazan y miles de cuchillos lo despedazan en otras tantas piezas.

### Estados Unidos
Al igual que Inglaterra había usado la Leyenda Negra como arma política en el siglo XVI, Estados Unidos la utilizó durante la guerra de Cuba. De Robert Green Ingersoll (1833–1899), político y orador estadounidense, son las siguientes palabras:

España siempre ha sido excesivamente religiosa y excesivamente cruel... tenían miedo de que si daban la menor concesión a los moros, Dios los destruiría. La idea era que el único camino para asegurar la ayuda divina era la fe absoluta, y esa fe era probada por el odio a todas las ideas inconsistentes con las propias... España ha sido y es víctima de la superstición... Nada quedaba más que los españoles; es decir, indolencia, orgullo, crueldad y superstición infinita. Así España destruyó toda la libertad de pensamiento a través de la Inquisición, y durante muchos años el cielo estuvo lívido con las llamas del auto de fe; España estaba ocupada llevando leña a los pies de la filosofía, ocupada quemando a gente por pensar, por investigar, por expresar opiniones honestas. El resultado fue que una gran oscuridad cubrió España, atravesada por ninguna estrella e iluminada por ningún sol naciente.

En Estados Unidos, en el siglo XIX, el conocimiento de la Inquisición estaba permeado por escritores polémicos protestantes e historiadores como William H. Prescott y John Lothrop, cuya ideología había influenciado el relato. Junto con los mitos tejidos en torno a la quema de brujas en Norteamérica, el mito de la Inquisición se mantuvo como una malévola abstracción, sustentada en el anticatolicismo. A pesar de los trabajos de Lea y el alemán Joseph Hansen, la situación se mantuvo, apoyada por multitud de obras literarias y del cine, por lo menos hasta la década de 1960 e incluso hasta la actualidad, como se puede comprobar en la obra de Dave Hunt.
Según Peters, los términos inquisición, inquisitorial y caza de brujas comenzaron a generalizarse en la sociedad estadounidense en los años cincuenta del siglo XX para referirse a la opresión de su gobierno, tanto pasada como presente, posiblemente por influencia de los autores europeos contemporáneos. Carey McWilliam publicó en 1950 Wich-Hunt: The Revival of Heresy (Caza de brujas: el renacimiento de la herejía) un estudio sobre el Comité de Actividades Antiestadounidenses, en la que hace amplio uso de La Inquisición para entender el fenómeno contemporáneo de la histeria anticomunista. El eco de la obra se vería ampliado posteriormente con The American Inquisition, 1945-1960 de Cedric Belfrage e incluso llegará hasta 1982 con la obra Inquisition: Justice and Injustice in the Cold War (Inquisición: justicia e injusticia en la Guerra Fría) de Stanley Kutler. El término inquisition se ha generalizado tanto que se emplea como sinónimo de investigación oficial, especialmente de tipo político o religioso, caracterizado por su falta de respeto por los derechos del individuo, prejuicios por parte de los jueces y castigo cruel.

## La leyenda negra en España
El grado de aceptación de la Inquisición por el pueblo resulta difícil de evaluar. Kamen trata de resumir esta situación diciendo que la Inquisición era considerada como un mal necesario para mantener el orden. Y no es que no hubiera críticas al Tribunal, que las hubo y muchas, como se puede leer en los archivos de la misma Inquisición, pero estas críticas no se consideran como pertenecientes a la Leyenda Negra. Por ejemplo Alonso de Virués, humanista y obispo, criticaba en 1542 la intolerancia y a aquellos que usan las cadenas y el hacha para cambiar la disposición del alma; Luis de Granada criticaba en 1542 a los que por celo equívoco cometen pecados contra moros, judíos o gentiles; Juan de Mariana, a pesar de apoyar a la Inquisición, criticaba la conversión forzada y la creencia en la limpieza de sangre.
A partir del siglo XVIII la opinión pública, gracias a los contactos con el extranjero, comenzó a cambiar lentamente y aparece la Leyenda Negra en España. La libertad religiosa y de pensamiento de Francia era mirada con interés, y las víctimas iniciales, conversos y moriscos, habían desaparecido. Empezaron a aparecer intelectuales ilustrados, como Pablo Olavide y más tarde Campomanes y Jovellanos, que echaban en cara a la Inquisición el injusto trato dado a los conversos. También se publicaron obras como Auto de fe celebrado en la ciudad de Logroño (1811) de Moratín, en la que se relata la historia de un juicio masivo contra unas brujas que se realizó en Logroño, comentado con notas satíricas por el autor. Sin embargo, estos intelectuales liberales, una parte de los cuales estaba en el gobierno, no eran revolucionarios y se preocupaban por mantener la estabilidad social. 
La Inquisición dejó de funcionar en la práctica hacia 1808, durante la Guerra de Independencia Española, al ser abolida por el gobierno de ocupación francés, pero se mantuvo como institución hasta 1834.[cita requerida]
A comienzos del siglo XIX aparece en España y Francia una escuela de historiadores liberales, los primeros en hablar de la decadencia española, que consideraba responsable a la Inquisición de esta decadencia económica y cultural, y de todos los males que aquejaban al país. Otros historiadores europeos retomarían el tema más tarde, y esta posición puede seguir observándose en la actualidad. Esta escuela de pensamiento afirmaba que la expulsión de los judíos y la persecución de los conversos habría llevado al empobrecimiento y la decadencia de España, además de la destrucción de la clase media. Este tipo de autores son los que harían exclamar a Menéndez y Pelayo 

¿Por qué no había industria en España? Por la Inquisición. ¿Por qué somos holgazanes los españoles? Por la Inquisición. ¿Por qué duermen los españoles la siesta? Por la Inquisición. ¿Por qué hay corridas de toros en España? Por la Inquisición.
La ciencia española, Madrid, 1953, p. 102.

Esta corriente de pensamiento, junto con los demás elementos de la Leyenda Negra, pasarían a formar parte de la ideología del anticlericalismo español de finales del siglo XIX y principios del XX. El anticlericalismo formaba parte de muchas otras ideologías de la izquierda, como el socialismo, el comunismo y el anarquismo. Así, Fernando Garrido, diputado socialista, decía en abril de 1869, que la Iglesia había utilizado al Tribunal de la Inquisición como instrumento para conseguir sus fines. Con él amordazó la libertad de expresión e impidió la difusión de la verdad. Ello supuso un rígido despotismo durante tres siglos y medio de historia española.

## La Inquisición en la ficción y el arte
Hacia el siglo XVII ya existía un volumen suficiente de materiales sobre la Inquisición como para que los autores de teatro y novela tuvieran un terreno fértil en el que cosechar sus argumentos y personajes. Los martirologios de los siglos XVI y XVIII y la literatura de viajes y los relatos de testigos de los siglos XVI y XVII fueron la inspiración para autores de ficción que a menudo afirmaban contar la «historia verdadera». 
De entre los relatos de testigos, reales o inventados, al ejemplo ya mencionado de Antonio del Corro, merece la pena destacar el de Anthony Gavin, que publicó en 1726 Master-Key to Popery (Clave maestra del papismo, edición en francés en 1726, en inglés en 1729). El libro es una crítica feroz al catolicismo y el capítulo dedicado a la Inquisición fue especialmente popular. En otro relato anterior, cuenta que cuando las tropas francesas entraron en el palacio de la Inquisición en Zaragoza, liberaron 400 prisioneros y un harem de 60 jóvenes mujeres, entre las que se encontraba Madame Faulcault, a la que encontró en Francia y que fue quien le relató la historia. Posiblemente sea la primera historia que contiene el tema del inquisidor cruel y libidinoso.

### La novela gótica
Hacia la mitad del siglo XVIII cambiaron los gustos del público, los romances de aventuras dejaron paso a las novelas de sentimientos. Es la época de la creación de la novela gótica, especialmente popular en Inglaterra (Gothic novel) y en Alemania (Schauerromantik); también la hubo en Francia (roman noir). Este tipo de novela se caracteriza por transcurrir su acción en un Medioevo indeterminado en el que se contrastan el terror del marco escénico – viejas ruinas, naturaleza salvaje, conventos, calabozos, etc. – y de los personajes – fanáticos religiosos, padres descastados, religiosos católicos, sobre todo inquisidores y jesuitas – con la inocencia del protagonista, jóvenes virtuosos, «naturales», de gran sentido común y de religiosidad benévola. Todas estas novelas presentan a la Inquisición y a los inquisidores con un anticatolicismo muy del siglo XVIII y muy británico. Las diferentes inquisiciones se funden en un todo único, basado claramente en el modelo español, en un modelo en el que destaca el secretismo y la austeridad implacable del tribunal, que a pesar de la irracionalidad teológica, los procedimientos injustos y la implacable persecución de sus víctimas, sirve a menudo de justicia literaria. 
Una de las primeras novelas góticas en las que aparece la Inquisición es Der Geisterseher (El que ve fantasmas; 1787-1789) de Schiller, aunque en este caso se trate de la Inquisición veneciana. La primera novela en explotar a fondo el tema es The Monk (El monje; 1796) de Matthew Lewis, a la que siguieron muchas otras. Esta forma de la novela gótica acabaría con la aparición de sátiras que ponían de relieve los elementos más absurdos de las tramas.
La obra que más influencia tendría es The Pendulum (El pozo y el péndulo) de Edgar Allan Poe, publicada en 1843. Poe se basa firmemente en otras historias de terror anteriores y en los libros de historia publicados en la Inglaterra del momento, relatando los horrores de la Inquisición desde el punto de vista de un prisionero que es expuesto a una muerte penosamente lenta y que será salvado finalmente por las tropas francesas del General Lasalle en su toma de Toledo.
La última gran novela gótica que se centra en La Inquisición será The Vale of Cedars, or, The Martyr (El valle de los cedros, o La mártir; 1850) de Grace Aguilar, escritora inglesa descendiente de judíos sefarditas. La novela marca la fusión de los tribunales y las sociedades secretas con La Inquisición, además de ser la primera novela que trata el asunto desde un punto de vista judío.

### Elinquisidor libidinoso

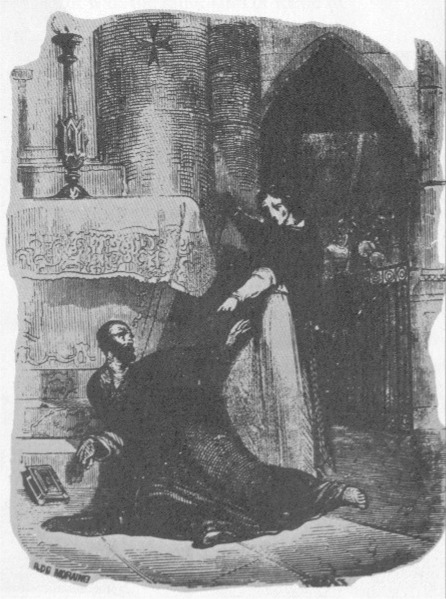
Ilustración de Les mystères de l'Inquisition (1844). Paula da muerte al Gran Inquisidor Arbués.

A partir de comienzos del siglo XIX aparecen novelas en la literatura inglesa, francesa e italiana que muestran la degeneración sexual de figuras del antiguo régimen, es decir, la aristocracia y el clero, herederas del interés por la erótica y lo sexual aparecida en el siglo XVIII. Entre los personajes mostrados de esta forma estarán naturalmente también los inquisidores. Una de las primeras novelas en las que aparece el inquisidor libidinoso es Cornelia Bororquia, atribuida a Luis Gutiérrez y publicada en París en 1801. Quizás la novela que mayor uso haga del personaje sea Les mystères de l'Inquisition et autres societés secrets d'Espagne (1844) de Madame de Suberwick, que escribía bajo el seudónimo Victor de Féréal. Estas novelas se caracterizan por «rehabilitar» al pueblo español; la Inquisición es atribuida a la Iglesia, a Santo Domingo y a reyes débiles que se agarran al poder. Al contrario que en la novela gótica, la Inquisición es mostrada de forma voluptuosa y excesiva, llena de hipocresía y codicia. En el caso de Les mystères, al componente sádico y erótico, particularmente en las escenas de tortura de José-Paula, se une el mensaje político ilustrado antimonárquico y anticlerical. El tema del inquisidor libidinoso aparecerá de forma intermitente durante todo el siglo XIX.

### Don Carlos
Otro tema que beberá en las fuentes de la Leyenda Negra son las historias de Don Carlos, el príncipe Carlos, hijo de Felipe II de España. Como se ha visto más arriba, Guillermo de Orange y Antonio Pérez prepararon el camino que seguiría César Vichard de Saint-Réal en 1672 con su obra Dom Carlos. La obra, aunque en su mayoría fantástica, fue tomada por real por varios autores posteriores que retomarían la trama. Así, el Don Karlos, Infant von Spanien de Friedrich Schiller, publicada en 1787 y basada en la historia de Saint-Réal y en History of Philip II de Robert Watson. La Inquisición y en particular el Cardenal Gran Inquisidor no salen bien parados en la trama: su sombra se deja notar en toda la obra, a pesar de que su aparición es breve, y finalmente serán el instrumento de la muerte de Don Carlos. El impulso dado al tema por Schiller hará que se publiquen varias obras y alguna ópera con la misma historia, de las que la más famosa sin duda es el Don Carlos de Giuseppe Verdi.

### Iconografía de la Inquisición

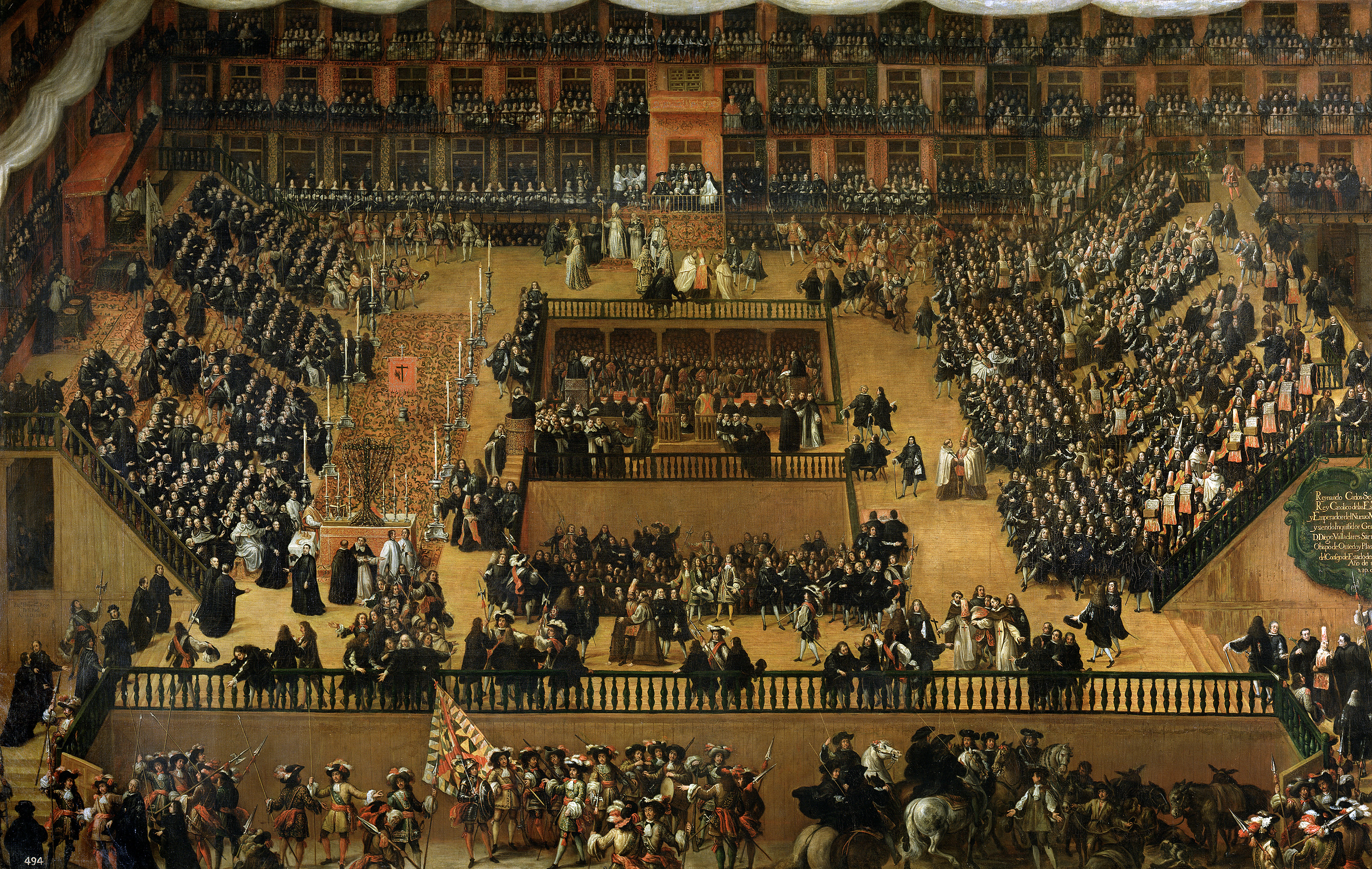
Auto de fe celebrado en la Plaza Mayor en 1680 en presencia de Carlos II. Óleo de Francisco Rizi conservado en el Museo del Prado.

Las primeras representaciones de la actividad inquisitorial ilustran pasajes de la vida de santo Domingo de Guzmán, como el Auto de Fe presidido por Santo Domingo de Guzmán de Pedro Berruguete, procedente del convento de Santo Tomás de Ávila, fundación de fray Tomás de Torquemada. En el siglo XVII, cuando los autos públicos de fe se hicieron raros y era mucho el tiempo que pasaba entre uno y otro, el propio Consejo de la Suprema encargó ilustraciones de ellos, que dejasen constancia y fiel testimonio del acontecimiento, como sucedió con el celebrado en la Plaza Mayor de Madrid en 1680, cuya pintura se encargó a Francisco Rizi. 

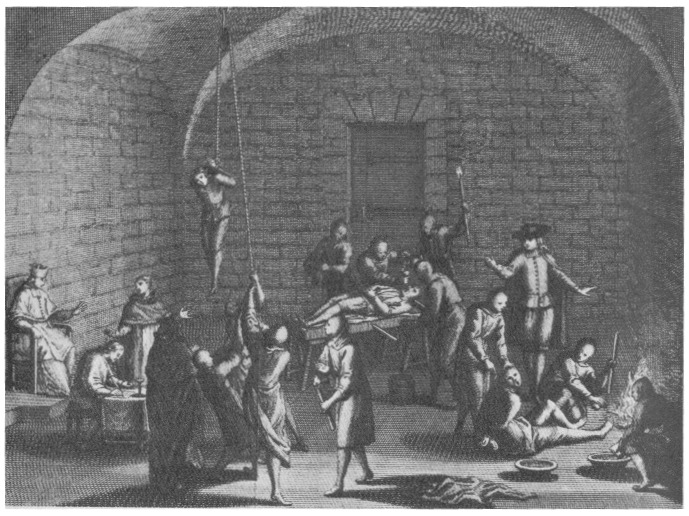
Plancha n.° 10 de Picard en Mémoires Historiques (1716) de Louis-Ellies Dupin.

La iconografía creada por pintores católicos y por la Inquisición misma fue adoptada a partir de finales siglo XVII por los enemigos de la institución, iconografía que fue ampliada con algunas otras imágenes que la Inquisición no hubiera permitido o que hubiera permitido solo de forma excepcional.
Uno de los primeros en añadir grabados en sus libros fue Charles Dellon, en su  L’inquisition de Goa. La relation de Charles Dellon, que fueron muy populares y se emplearon para ilustrar otros libros hasta el siglo XVIII. Pero las ilustraciones más utilizadas serán las que aparecen en Mémoires Historiques (1716) de Louis-Ellies Dupin, sobre todo la n.º 10 realizada por Bernard Picard que muestra una cámara de tortura de la Inquisición. La imagen de Picard surge de una tradición europea independiente que desde el siglo XV en adelante representa escenas de la pena capital en libros. La particularidad está en que Picard tomó imágenes de esa tradición y les añadió algunos elementos que la convertirían en parte de la iconografía de la Inquisición: un inquisidor sentado, un cura y un escriba. La imagen u otras copiadas de ella, es quizás una de las más famosas y que más han sido reproducidas.

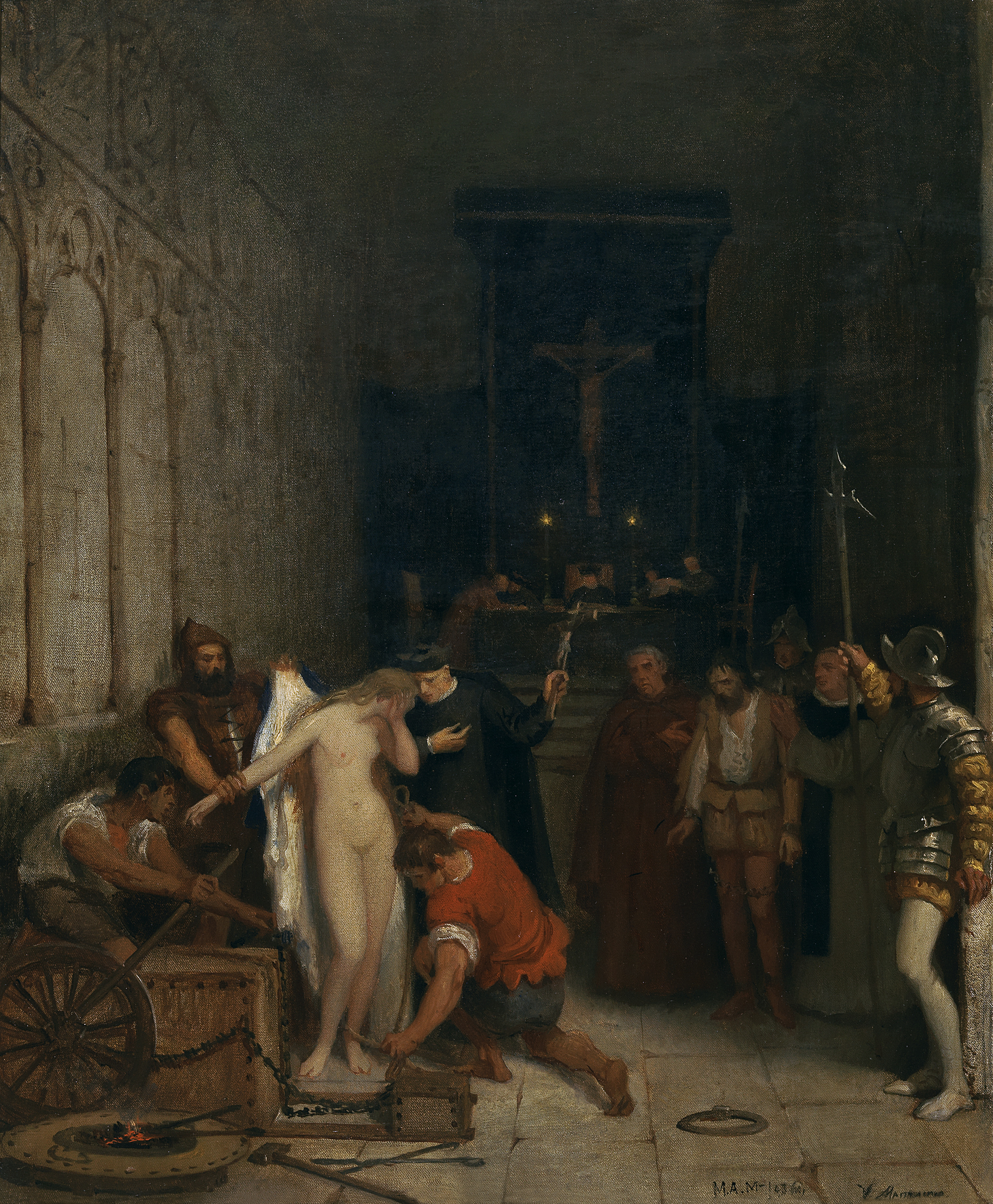
Una escena de la Inquisición, Víctor Manzano y Mejorada, óleo sobre lienzo, 54 x 44 cm, Madrid, Museo del Prado.

A partir de 1810 cambió la representación de la Inquisición, al igual que en la literatura, hacia una más erótica y pasional. De nuevo, la obra que más ilustraciones tenía y que más circuló fue la de Féréal Les mystères de l'Inquisition et autres societés secrets d'Espagne (1844). Una de las características de estas gráficas es la imagen de la mujer inocente en peligro o en tormento, aprovechando incluso para mostrar desnudez.

### Goya

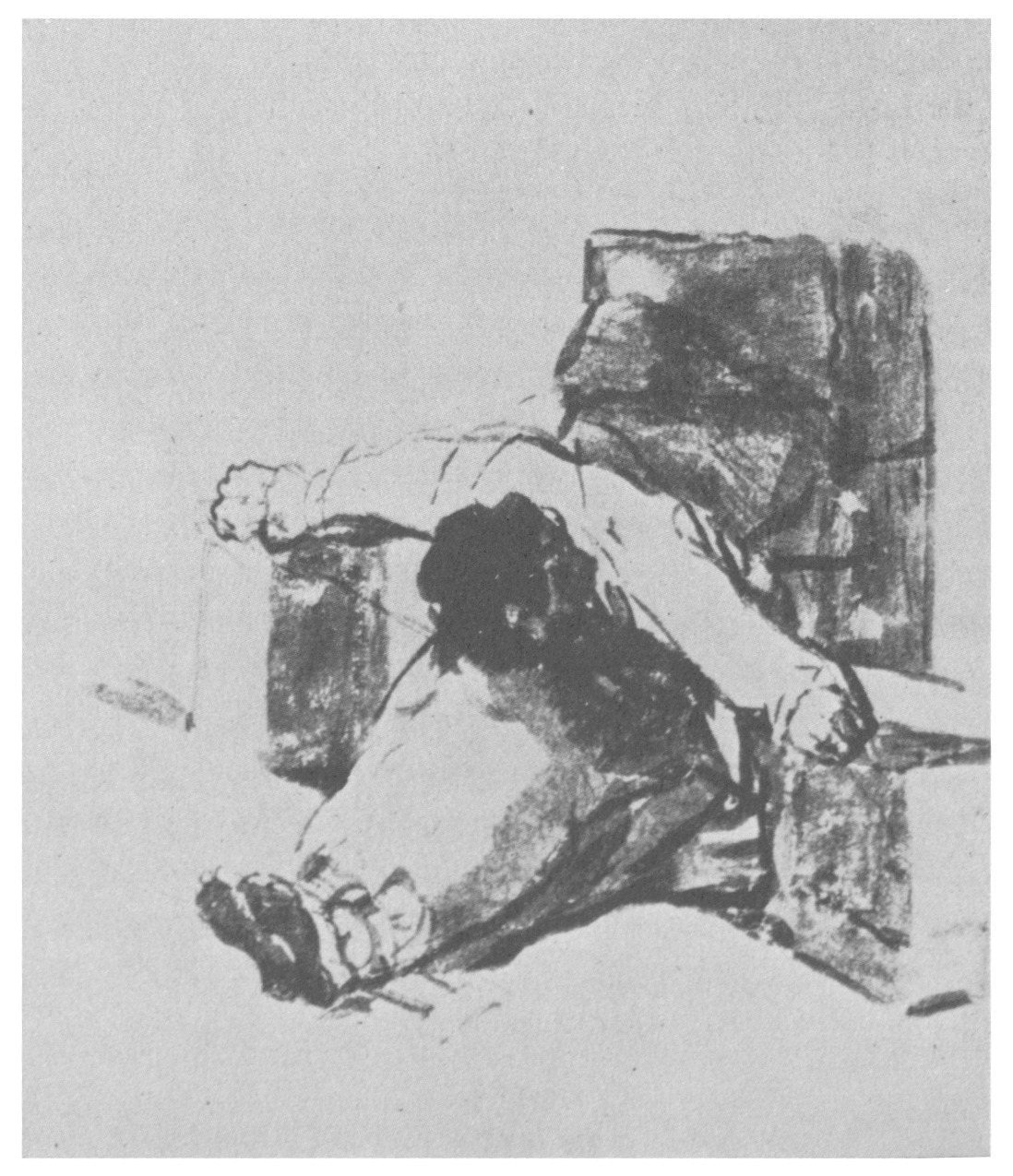
Por descubrir el mobimiento (sic) de la tierra de Goya (1746 - 1828).

Edward Peters, en su libro Inquisition (1989), persigue la transformación de la Leyenda Negra de la Inquisición dentro del arte, desde el siglo XIX hasta el siglo XX. Esta Leyenda Negra ya no es exclusivamente española, aunque se basa claramente en el modelo español de la Inquisición. Para Peters, la Leyenda Negra será universalizada en el siglo XIX por dos grandes artistas: Francisco de Goya y Dostoyevski.
El único gran pintor que empleó el tema de la Inquisición en su obra fue Goya. Será en sus apuntes, en el llamado Álbum C, realizados entre 1803 y 1824, en los que expresará con más libertad y furia su resentimiento hacia la Inquisición, señalando la frivolidad con que la Inquisición perseguía a sus víctimas. Uno de los apuntes más sobrecogedores es el de Galileo, Por descubrir el mobimiento (sic) de la tierra, encadenado a un enorme asiento de piedra, inmóvil, denunciando con ello que Galileo fue enjuiciado porque se atrevió a discutir el modelo geocéntrico del Universo. La visión de Goya con respecto a la Inquisición cambió hacia 1820. De ser considerada una institución anticuada, que se asienta sobre supersticiones y un pueblo ignorante, una institución específicamente española, pasa a convertirse en un símbolo de la injusticia universal, que opera por igual en todas partes, con el mismo propósito, y sus víctimas ya no sólo son locos o ignorantes -como se ve en sus Caprichos- , sino también los inocentes, los sabios y los héroes.

### El Gran Inquisidor
Según Peters, el libro que más ha influido en la imagen moderna del Gran Inquisidor ha sido sin duda Los hermanos Karamázov (1879) de Dostoyevski. A él se debe el renacimiento de un mito que había comenzado a desaparecer en el olvido. Phillip II de Prescott influye en la obra de Dostoyevski, de la que Dostoyevski poseía una copia y de cuya relación salió probablemente buena parte de la información sobre la Inquisición y su funcionamiento.
El relato, que impresionó a los críticos en su tiempo, debe ser entendido dentro de la ideología de Dostoyevski, su religiosidad ortodoxa rusa, su nacionalismo y su crítica a la cultura occidental. Frente a la piedad y la religiosidad rusa, coloca el materialismo sin alma y la religiosidad sin Dios del cristianismo occidental. Esta es la razón de que el interés de Dostoyevski en la propia Inquisición se agote en la creación de un decorado que le permita crear al personaje, que a su vez transmita su feroz crítica a Occidente, identificado con el Gran Inquisidor.

### La literatura contemporánea
A partir de la Primera Guerra Mundial, la imagen de la Inquisición vuelve a tomar auge, ya no como un arma contra el Papa, la Iglesia Católica o España, sino como un símbolo universal de la represión, lo que Peters llama La Inquisición. La Leyenda fue reinterpretada por multitud de obras literarias, estudios sociológicos y periodísticos, influenciados por El gran inquisidor de Dostoyevski y aplicados a casos como la Unión Soviética, la Italia fascista, la Alemania nazi, la Polonia socialista o los Estados Unidos. Quizás el autor más importante que empleó este mecanismo fue Stefan Andres en su novela El Greco malt den Grossinquisitor (El Greco pinta al Gran Inquisidor; 1936). Estas metáforas comienzan a perder fuerza a mediados del siglo XX y hacia 1950 ya no se empleaban como tema de reflexión política.
En cambio, la metáfora de la Inquisición como manipulador de mentes se mantendrá durante algún tiempo más en novelas como en Ciemności kryją ziemię (Una oscuridad cubre la tierra) de Jerzy Andrejewski.
Lion Feuchtwanger, un escritor alemán exiliado en Estados Unidos, publicó en 1951 Goya, en la que presenta a Goya como un mártir de la revolución liberal que se enfrenta a la Inquisición y sale victorioso. El libro se convirtió en película en 1971 y fue traducido a 24 idiomas.
La fuerza de la Leyenda Negra de la Inquisición se fue erosionando a partir de la década de los 50 del siglo XX, y la literatura de los últimos decenios ya no emplea la metáfora de la Inquisición, tanto la española como las demás, con la misma intensidad, ya que los recursos que la ficción encuentra en sí misma son mucho más potentes.

## Historiografía moderna
Durante la ocupación francesa de las tropas napoleónicas, se encargó a Juan Antonio Llorente, un ilustrado afrancesado que había sido durante algún tiempo Comisario y Secretario de la Inquisición de Corte, la conservación de los archivos de la institución. Llorente fue el primero que realizó una historia de la Inquisición basada en documentos originales, aunque más tarde los destruiría, escribiendo un libro que tendría una influencia enorme en la percepción de la institución y que en su momento fue la obra estándar sobre el tema. Sin embargo, la obra contiene muchos errores, de los que el más sonado es la cantidad de víctimas de la Inquisición que da: 32.000 quemados en la hoguera. La obra de Llorente fue empleada por otros historiadores, como el estadounidense Prescott, que en su estudio inacabado sobre Felipe II (1855) hace responsable al Inquisidor General Valdés de la falta de genio intelectual en España.
Hubo que esperar hasta el siglo XIX para que se realizara un estudio en profundidad de la vertiente antisemita de la Inquisición. Parece ser que este movimiento comenzó en los años 30 del siglo XIX con la emancipación de judíos y católicos en Gran Bretaña. Historiadores y novelistas empezaron a usar la España del siglo XV como paradigma de la nación de raza y religión única. De la época son, por ejemplo, la History of the Reign of Ferdinand and Isabella, the Catholic (Historia del reinado de Fernando e Isabel; 1837) de William H. Prescott y Conquest of Granada (La conquista de Granada) de Washington Irving. Con el crecimiento de este movimiento diversos autores, como el español Amador de los Ríos o el judío alemán Yitzhak Baer, comenzaron a explorar el papel de víctimas de los judíos, olvidados hasta ese momento, eclipsados por los protestantes. Este tipo de estudios, radicados en la consciencia judía de ser los descendientes de las víctimas y más tarde en las experiencias del siglo XX, destacan la tragedia de los judaizantes y la expulsión de 1492, y consideran a la Inquisición como su pesadilla particular.
El primer historiador que intentó crear una historia objetiva de la Inquisición fue Henry Charles Lea, un historiador estadounidense que en 1870 comienza a recoger material para sus obras. Lea, a pesar de no tener un punto de vista objetivo, ubica firmemente la Inquisición dentro del hecho histórico y fuera de la fantasía. Lea es de los primeros escritores protestantes en reconocer que la creencia de que las torturas usadas por la Inquisición de España fueron excepcionalmente crueles, se debe a los escritores sensacionales [sic] que han abusado de la credulidad de sus lectores [...] El sistema era malo, pero la Inquisición española no fue responsable de su introducción y, en general, fue menos cruel que los tribunales seculares al aplicarlo, limitándose estrictamente a unos cuantos métodos conocidos. La comparación entre las inquisiciones española y romana resulta favorable a la primera. Su obra sigue siendo en el siglo XXI uno de los grandes clásicos del tema.
En 1914 se publicó La Leyenda Negra de Julián Juderías. Sería la primera vez que se emplea el concepto de leyenda negra para referirse al conjunto de la propaganda antiespañola que se extendió por Europa desde el siglo XVI por lo menos. En su libro, Juderías hace una defensa apasionada de la cultura y la obra de España frente a lo que percibe como los ataques, tanto desde el resto de Europa, como desde España misma. Para Juderías la Inquisición no representa nada extraordinario dentro de la época, aunque intenta dejar claro en varias ocasiones que no defiende a la Inquisición y la considera un tribunal cruel y despiadado, eso sí, ni más ni menos cruel que otros comparables de Alemania, Inglaterra, Francia o Suiza. También ataca a Llorente, al que trata de traidorzuelo y del que dice que manipuló los datos que obtuvo y quemó los documentos que no le interesaban, afirmando que todavía no existe una historia de la Inquisición, puesto que sólo conocemos ataques furibundos y apologías no menos entusiastas (ignorando la obra de Lea, que le era conocida). A pesar de reconocer que la influencia de la Inquisición está por evaluar, Juderías afirma que la Inquisición no practicó los abusos de la que se le acusa y que fue un instrumento en mano de los Reyes para mantener en la Península una cohesión espiritual que faltó por completo en los demás países, [que] impidió que España fuese teatro de guerras de religión que hubieran causado un número de víctimas infinitamente superior al que atribuya a la represión inquisitorial más exagerada de sus detractores. El autor tampoco cree que la Inquisición tuviese un papel importante en el desenvolvimiento intelectual español, puesto que coincide con el Siglo de Oro de la cultura española, ni que representara una barrera intelectual con el resto de Europa, dado que la traducción de obras españolas se realizó incluso en Suecia y Rusia, mencionando además a muchos intelectuales españoles que estudiaron o enseñaron en universidades del resto de Europa.
A partir de Juderías, muchos otros han empleado el concepto. Habitualmente aparece como un apartado en las obras que tratan sobre la leyenda negra española y las que tratan sobre la historia de la Inquisición. 
Un clásico moderno sobre la Inquisición lo constituye The Spanish Inquisition. A historical revision. (La Inquisición española. Una revisión histórica) de Henry Kamen. El libro, publicado en 1965 por primera vez, es un amplio estudio de las diferentes inquisiciones y su historia. Kamen dedica un capítulo específico a la leyenda negra, el llamado Inventing the Inquisition (Inventando la Inquisición), aunque el asunto también es tratado en el resto del libro. Así, por ejemplo, en el capítulo dedicado al impacto en la literatura y la ciencia, comenta que es implausible y falso sugerir que a España (y a Portugal) se le negara el contacto con el mundo exterior. [...] La imagen de una nación hundida en la inercia y la superstición por culpa de la Inquisición era parte de la mitología creada alrededor del tribunal. Kamen no niega que España permaneciese ajena a las corrientes intelectuales europeas a inicios de la Época Moderna, pero no a causa de la Inquisición, ni por falta de libertad interior en el país.
Uno de los autores que más se han ocupado del tema ha sido Edward Peters, que considera su trabajo similar a lo que se ha dado en llamar en el siglo XX mitología política. Su libro Inquisition, de 1988, está dividido en tres partes. La primera es una historia de la Inquisición desde su creación en la Edad Media hasta su desaparición, la segunda es la creación de la leyenda negra en el siglo XVI, que él llama el mito de la Inquisición, y la tercera es la transformación y supervivencia de ese mito en La Inquisición, un concepto que, en la mente del público, sería una institución que funde las inquisiciones europeas en una sola, con un aire de Inquisición española, cuyo reino de terror habría durado unos 400 años hasta casi el siglo XIX y cuya área de actuación habría sido el mundo católico. Peters hace especial hincapié en la imagen y la percepción de la Inquisición, el mito, empleando gran parte del libro en presentar la visión del tribunal que el arte ha producido en los últimos 400 años, ya que para el autor este mito, la leyenda negra, se transmitiría a partir de mediados del siglo XVIII principalmente a través de la literatura.

### Ejemplos de leyenda negra
- "Dave Hunt and the Spanish Inquisition", discusión de la obra de Dave Hunt (en inglés)
- "Drunken With The Blood Of The Saints!" (en inglés)
- "The Inquisition - A Pictorial History" (en inglés)

- Datos: Q3624412